# 2e épreuve de Speedcar Series 2008

La 2e épreuve de la saison 2008 de Speedcar Series, disputée les 16 février 2008 et 17 février 2008 sur le Circuit international de Sentul, située en Indonésie, est la 2e épreuve du championnat de Speedcar Series. Cette épreuve est la manche d'ouverture du championnat 2008.

## Pilotes engagés
| Écurie                 | no | Pilote                |
| ---------------------- | -- | --------------------- |
| Speedcar Team          | 06 | Ukyo Katayama         |
| Speedcar Team          | 07 | Stefan Johansson      |
| Speedcar Team          | 10 | Gianni Morbidelli     |
| Speedcar Team          | 18 | Ananda Mikola         |
| Speedcar Team          | 27 | Jean Alesi            |
| Speedcar Team          | 36 | Moreno Soeprapto (en) |
| Speedcar Team          | 69 | Johnny Herbert        |
| Phoenix Racing Team    | 08 | Uwe Alzen             |
| Phoenix Racing Team    | 80 | Klaus Ludwig          |
| Team First Centreville | 17 | Fabien Giroix         |
| Team First Centreville | 71 | Nicolas Navarro       |
| Union Properties       | 20 | David Terrien         |
| Union Properties       | 85 | Hasher Al Maktoum     |
| G.P.C. Squadra Corse   | 21 | Mathias Lauda         |

- Klaus Ludwig et Moreno Soeprapto font leurs débuts dans le championnat Speedcar Series.

## Qualifications
| Pos | no | Pilote                | Équipe                 | Temps          | Écart    |
| --- | -- | --------------------- | ---------------------- | -------------- | -------- |
| 1   | 18 | Ananda Mikola         | Speedcar Team          | 1 min 38 s 013 |          |
| 2   | 08 | Uwe Alzen             | Phoenix Racing Team    | 1 min 39 s 122 | +1 s 109 |
| 3   | 20 | Mathias Lauda         | G.P.C. Squadra Corse   | 1 min 39 s 203 | +1 s 190 |
| 4   | 10 | Gianni Morbidelli     | Speedcar Team          | 1 min 39 s 353 | +1 s 340 |
| 5   | 69 | Johnny Herbert        | Speedcar Team          | 1 min 39 s 447 | +1 s 434 |
| 6   | 07 | Stefan Johansson      | Speedcar Team          | 1 min 39 s 504 | +1 s 491 |
| 7   | 80 | Klaus Ludwig          | Phoenix Racing Team    | 1 min 39 s 611 | +1 s 598 |
| 8   | 27 | Jean Alesi            | Speedcar Team          | 1 min 39 s 663 | +1 s 650 |
| 9   | 06 | Ukyo Katayama         | Speedcar Team          | 1 min 40 s 005 | +1 s 992 |
| 10  | 85 | Hasher Al Maktoum     | Union Properties       | 1 min 40 s 103 | +2 s 090 |
| 11  | 20 | David Terrien         | Union Properties       | 1 min 40 s 167 | +2 s 154 |
| 12  | 17 | Fabien Giroix         | Team First Centreville | 1 min 40 s 825 | +2 s 812 |
| 13  | 36 | Moreno Soeprapto (en) | Speedcar Team          | 1 min 43 s 526 | +5 s 513 |
| 14  | 71 | Nicolas Navarro       | Team First Centreville | 1 min 46 s 170 | +8 s 157 |

## Grille de départ de la course 1
| 1re ligne : | 1re ligne : | 1.Ananda Mikola Indonésie          | 2.Uwe Alzen Allemagne                    |
| 2e ligne :  | 2e ligne :  | 3.Mathias Lauda Autriche           | 4.Gianni Morbidelli Italie               |
| 3e ligne :  | 3e ligne :  | 5.Johnny Herbert Royaume-Uni       | 6.Stefan Johansson Suède                 |
| 4e ligne :  | 4e ligne :  | 7.Klaus Ludwig Allemagne           | 8.Jean Alesi France                      |
| 5e ligne :  | 5e ligne :  | 9.Ukyo Katayama Japon              | 10.Hasher Al Maktoum Émirats arabes unis |
| 6e ligne :  | 6e ligne :  | 11.David Terrien France            | 12.Fabien Giroix France                  |
| 7e ligne :  | 7e ligne :  | 13.Moreno Soeprapto (en) Indonésie | 14.Nicolas Navarro France                |

## Course 1
| Pos  | no | Pilote                | Écurie                 | Tours | Temps/Abandon          | Points |
| ---- | -- | --------------------- | ---------------------- | ----- | ---------------------- | ------ |
| 1    | 27 | Jean Alesi            | Speedcar Team          | 27    | 45 min 48 s 803        | 10     |
| 2    | 21 | Mathias Lauda         | G.P.C. Squadra Corse   | 27    | +5 s 460               | 8      |
| 3    | 69 | Johnny Herbert        | Speedcar Team          | 27    | +10 s 160              | 6      |
| 4    | 20 | David Terrien         | Union Properties       | 27    | +26 s 388              | 5      |
| 5    | 08 | Uwe Alzen             | Phoenix Racing Team    | 27    | +35 s 213              | 4      |
| 6    | 71 | Nicolas Navarro       | Team First Centreville | 27    | +35 s 419              | 3      |
| 7    | 80 | Klaus Ludwig          | Phoenix Racing Team    | 27    | +58 s 450              | 2      |
| 8    | 18 | Ananda Mikola         | Speedcar Team          | 26    | +1 tour                | 1      |
| 9    | 85 | Hasher Al Maktoum     | Union Properties       | 26    | +1 tour                |        |
| 10   | 17 | Fabien Giroix         | Team First Centreville | 25    | +2 tours               |        |
| 11   | 10 | Gianni Morbidelli     | Speedcar Team          | 24    | +3 tours               |        |
| 12   | 07 | Stefan Johansson      | Speedcar Team          | 23    | classé mais non arrivé |        |
| 13   | 06 | Ukyo Katayama         | Speedcar Team          | 23    | +4 tours               |        |
| Abd. | 36 | Moreno Soeprapto (en) | Speedcar Team          | 10    |                        |        |

Meilleur tour :  Ananda Mikola (1 min 32 s 316 au 2e tour).

## Grille de départ de la course 2
| 1re ligne : | 1re ligne : | 1.Ananda Mikola Indonésie               | 2.Klaus Ludwig Allemagne           |
| 2e ligne :  | 2e ligne :  | 3.Nicolas Navarro France                | 4.Uwe Alzen Allemagne              |
| 3e ligne :  | 3e ligne :  | 5.David Terrien France                  | 6.Johnny Herbert Royaume-Uni       |
| 4e ligne :  | 4e ligne :  | 7.Mathias Lauda Autriche                | 8.Jean Alesi France                |
| 5e ligne :  | 5e ligne :  | 9.Hasher Al Maktoum Émirats arabes unis | 10.Fabien Giroix France            |
| 6e ligne :  | 6e ligne :  | 11.Gianni Morbidelli Italie             | 12.Stefan Johansson Suède          |
| 7e ligne :  | 7e ligne :  | 13.Ukyo Katayama Japon                  | 14.Moreno Soeprapto (en) Indonésie |

## Course 2
| Pos  | no | Pilote                | Écurie                 | Tours | Temps/Abandon          | Points |
| ---- | -- | --------------------- | ---------------------- | ----- | ---------------------- | ------ |
| 1    | 08 | Uwe Alzen             | Phoenix Racing Team    | 26    | 40 min 39 s 625        | 10     |
| 2    | 27 | Jean Alesi            | Speedcar Team          | 26    | +2 s 594               | 8      |
| 3    | 18 | Ananda Mikola         | Speedcar Team          | 26    | +4 s 586               | 6      |
| 4    | 20 | David Terrien         | Union Properties       | 26    | +7 s 871               | 5      |
| 5    | 21 | Mathias Lauda         | G.P.C. Squadra Corse   | 26    | +8 s 821               | 4      |
| 6    | 80 | Klaus Ludwig          | Phoenix Racing Team    | 26    | +12 s 939              | 3      |
| 7    | 69 | Johnny Herbert        | Speedcar Team          | 26    | +17 s 061              | 2      |
| 8    | 06 | Ukyo Katayama         | Speedcar Team          | 26    | +21 s 942              | 1      |
| 9    | 85 | Hasher Al Maktoum     | Union Properties       | 26    | +26 s 889              |        |
| 10   | 71 | Nicolas Navarro       | Team First Centreville | 26    | +28 s 728              |        |
| 11   | 07 | Stefan Johansson      | Speedcar Team          | 26    | +44 s 793              |        |
| 12   | 17 | Fabien Giroix         | Team First Centreville | 26    | +59 s 396              |        |
| 13   | 10 | Gianni Morbidelli     | Speedcar Team          | 23    | classé mais non arrivé |        |
| Abd. | 36 | Moreno Soeprapto (en) | Speedcar Team          | 17    |                        |        |

Meilleur tour :  Gianni Morbidelli (1 min 32 s 579 au 3e tour).

## Classement provisoire
| Pos | Pilote                | SEN 1 | SEN 2 | SEP 1 | SEP 2 | BHR 1 | BHR 2 | DUB 1 | DUB 2 | Points |
| --- | --------------------- | ----- | ----- | ----- | ----- | ----- | ----- | ----- | ----- | ------ |
| 1   | Jean Alesi            | 1     | 2     |       |       |       |       |       |       | 18     |
| 2   | Uwe Alzen             | 5     | 1     |       |       |       |       |       |       | 14     |
| 3   | Mathias Lauda         | 2     | 5     |       |       |       |       |       |       | 12     |
| 4   | David Terrien         | 4     | 4     |       |       |       |       |       |       | 10     |
| 5   | Johnny Herbert        | 3     | 7     |       |       |       |       |       |       | 8      |
| 6   | Ananda Mikola         | 8     | 3     |       |       |       |       |       |       | 7      |
| 7   | Klaus Ludwig          | 7     | 6     |       |       |       |       |       |       | 5      |
| 8   | Nicolas Navarro       | 6     | 10    |       |       |       |       |       |       | 3      |
| 9   | Ukyo Katayama         | 13    | 8     |       |       |       |       |       |       | 1      |
| 10  | Hasher Al Maktoum     | 9     | 9     |       |       |       |       |       |       | 0      |
| 11  | Fabien Giroix         | 10    | 12    |       |       |       |       |       |       | 0      |
| 12  | Stefan Johansson      | 12 †  | 11    |       |       |       |       |       |       | 0      |
| 13  | Gianni Morbidelli     | 11    | 13 †  |       |       |       |       |       |       | 0      |
|     | Moreno Soeprapto (en) | Abd.  | Abd.  |       |       |       |       |       |       | 0      |

- † : Classé mais non arrivé